# بيلاش بوربلي
بيلاش بوربلي (بالسلوفاكية: Balázs Borbély) هو لاعب كرة قدم سلوفاكي في مركز الوسط، ولد في 2 أكتوبر 1979 في دونيسكا ستريدا في سلوفاكيا. شارك مع منتخب سلوفاكيا لكرة القدم. أما مع النوادي، فقد لعب مع أيل ليماسول وبولتيهنيكا تيميسوارا ونادي بيترزالكا ونادي داك 1904 دونيسكا ستريدا ونادي كايزرسلاوترن.

## وصلات خارجية
- بيلاش بوربلي على موقع الاتحاد الدولي (مؤرشف)  (الإنجليزية)
- بيلاش بوربلي على موقع قاعدة بيانات كرة القدم.إي يو (الإنجليزية)
- بيلاش بوربلي على موقع ناشيونال فوتبول تيمز (الإنجليزية)
- بيلاش بوربلي على موقع Soccerway.com (الإنجليزية)